# 오토 프리드리히 폰 기르케

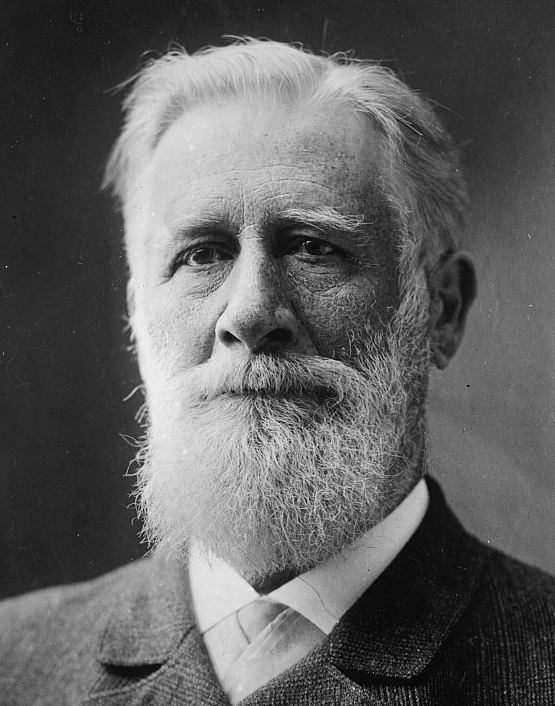
오토 프리드리히 폰 기르케

오토 프리드리히 폰 기르케(Otto Friedrich von Gierke, 1841년 1월 11일 ~ 1921년 10월 10일)는 게르만법에서 볼 수 있는 독일 고유의 단체법을 역사적으로 연구한 독일의 법학자이다.
게르마니스텐(게르만 역사법학파)의 대표자이며 브레슬라우·하이델베르크·베를린 각 대학 교수를 역임했다. 주저(主著) 《독일 단체법론》(Das deutsche Genossen－schaftsrecht, 4Bde, 1868년~1913년)은 게르마니스텐의 입장에서 독일 민법 제1초안을 격렬히 비판했다.